# QB VII
QB VII (Queen's Bench VII, una corte de justicia británica) es una novela superventas del escritor Leon Uris. Publicada en 1970, esta novela de cuatro partes describe los hechos y circunstancias que rodean un caso de demanda por difamación contra un novelista realizada por un médico famoso, pero con un pasado relacionado con los nazis que trata de ocultar.

## Argumento
El doctor Adam Kelno es un médico polaco que en la Segunda Guerra Mundial, tras la derrota de Polonia por parte de Alemania, se ve forzado a colaborar con otros médicos nazis en experimentos con prisioneros judíos. Al terminar la guerra, Kelno se radica en Inglaterra, desde donde encabeza misiones humanitarias y forma una familia. Su empeño en ayudar a los necesitados lo lleva incluso a ser nombrado caballero.
Abe Cady, por su parte, es un periodista y guionista de cine, que investigando para sus escritos sobre los sufrimientos de la guerra, se encuentra con que Adam Kelno es mencionado frecuentemente por los sobrevivientes como un médico sádico al que le gustaba provocar enormes sufrimientos a sus víctimas. Cuando Cady menciona este hecho en una línea de su último libro, diciendo que Kelno había hecho unas quince mil cirugías sin usar anestesia, es demandado por difamación por el médico, al igual que la editorial.
En el desarrollo del juicio subsecuente las evidencias que comienzan a surgir van dejando al descubierto que efectivamente Kelno tenía por costumbre realizar este tipo de operaciones sobre pacientes judíos, pese a que la anestesia sí estaba disponible. La corte, sin embargo se ve obligada a fallar a favor del demandante, dado que sólo fue posible demostrar la realización de mil de estas operaciones en lugar de las quince mil que se reseñaron en la novela, pero solo le otorga como indemnización por su honra ofendida la cantidad de medio penique, la moneda de más baja denominación circulante en Inglaterra en ese momento.

## Miniserie de televisión
En 1974, la novela fue llevada a la televisión por la productora estadounidense Screen Gems, que le dio el formato de miniserie. Dirigida por Tom Gries y producida por Douglas S. Kramer, la producción fue nominada a 13 premios Emmy, obteniendo 6.
Reparto:
- Ben Gazzara: Abe Cady
- Anthony Hopkins: Dr. Adam Kelno
- Leslie Caron: Angela Kelno
- Lee Remick: Lady Margaret Alexander Weidman
- Juliet Mills: Samantha Cady
- Dan O'Herlihy: David Shawcross
- Robert Stephens: Robert Highsmith
- Anthony Quayle: Tom Banniester
- Milo O'Shea: 	Dr. Stanislaus Lotaki
- John Gielgud: Clinton-Meek
- Edith Evans: Dr. Parmentier
- Jack Hawkins: Justice Gilroy
- Judy Carne: Natalie
- Kristoffer Tabori : Ben Cady
- Joseph Wiseman: Morris Cady
- Anthony Andrews: Stephen Kelno
- Signe Hasso: Lena Kronska
- Sam Jaffe: Dr. Mark Tessler
- Alan Napier: Semple
- Grégoire Aslan: Sheik Hassan
- Lana Wood: Sue Scanlon